# Кадури, Элли
Сэр Элиэзер «Элли» Сайлас Кадури (Elly Kadoorie, 埃利·嘉道理, 1867, Бомбей — 2 августа 1944, Шанхай) — предприниматель и филантроп еврейского происхождения, член влиятельной семьи выходцев из Багдада Кадури (младший брат сэра Эллиса Кадури, отец сэра Лоуренса Кадури и сэра Горация Кадури), рыцарь ордена Британской империи.

## Биография

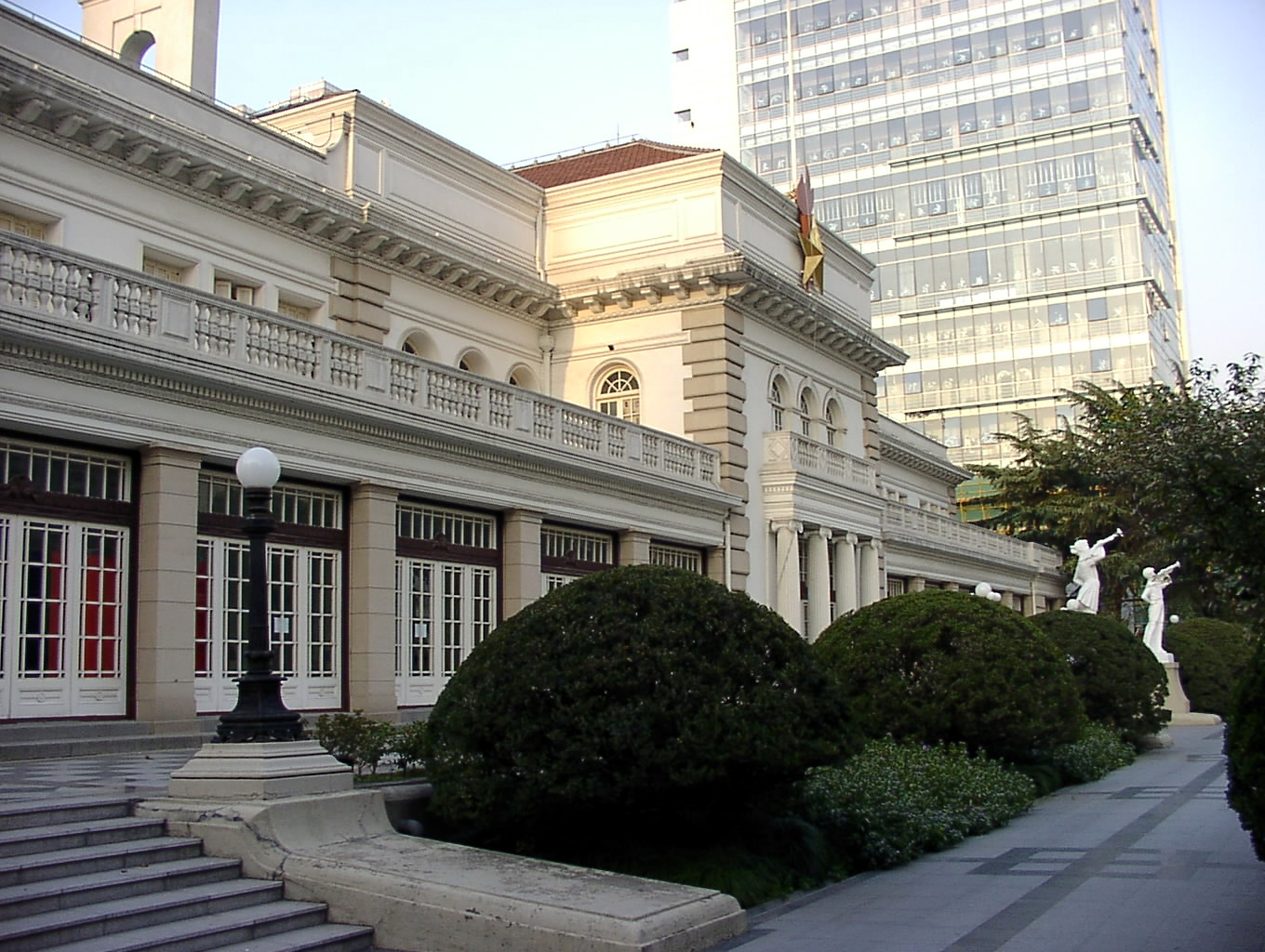
Marble Hall Кадури в Шанхае

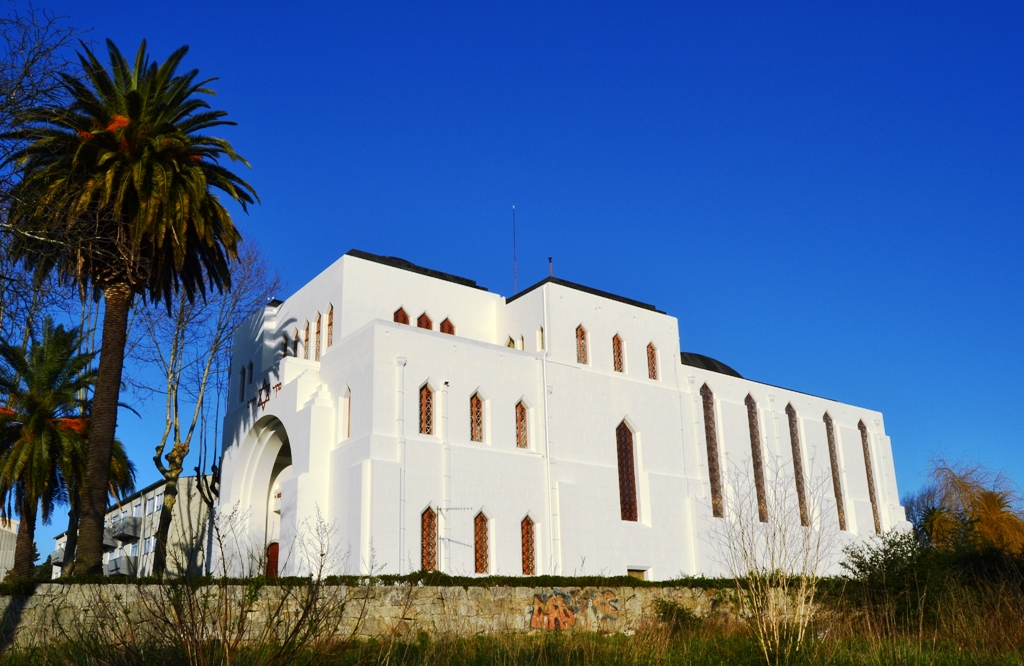
Синагога Кадури в Порту

Изначально семья Кадури происходила из числа багдадских мизрахимов, которые в середине XVIII века перебрались в Бомбей, а затем рассеялись по британским владениям на Дальнем Востоке. Элли Кадури родился в Индии в 1867 году, в 1880 году он вместе со старшим братом прибыл из Бомбея в Шанхай, где вскоре стал работать в сефардском торговом доме David Sassoon & Sons.
Скопив денег, Элли начал собственный бизнес и вскоре уже владел несколькими крупными компаниями в Гонконге и Шанхае, в том числе основанной в 1901 году энергетической компанией China Light and Power Company и открывшимся в 1928 году отелем The Peninsula в Коулуне. В 1915 году Элли Кадури стал президентом Шанхайской сионистской ассоциации и финансировал проекты в Британской Палестине, в 1926 году был произведён в рыцари Британского ордена, а в 1927 году стал натурализированным британцем.
В 1942 году у Кадури, попавшего в шанхайское гетто, отняли шанхайский особняк Marble Hall и интернировали в японский лагерь для иностранцев, где он и умер в 1944 году. Его семья в Гонконге, в том числе сын Лоуренс, также была помещена в японский лагерь, из-за чего в некоторых источниках ошибочно упоминается, что Элли Кадури скончался в Гонконге.

## Семья
Элли Кадури был женат на Лоре Мокатта и имел двоих сыновей — Лоуренса Кадури (1899—1993) и Горация Кадури (1902—1995). Оба брата были партнёрами в семейном бизнесе и стали видными филантропами Гонконга. Изначально братья управляли отелем в Шанхае, который принадлежал Виктору Сассуну, позже Лоуренс вернулся в Гонконг, где возглавил бизнес семьи Кадури и в 1938 году женился на девушке из семьи Сассун. После войны братья возродили компанию China Light and Power и отель The Peninsula, а также создали гостиничную группу Hongkong and Shanghai Hotels. Кроме того, братья стали акционерами текстильных предприятий, паромной компании Star Ferry и фуникулера Peak Tram, ведущего на Пик Виктории, Лоуренс входил в совет директоров The Hongkong and Shanghai Banking Corporation.
В 1950-х годах Лоуренс Кадури был членом Законодательного и Исполнительного советов Гонконга. В 1962 году Лоуренс и Гораций Кадури получили премию имени Рамона Магсайсая (азиатский аналог Нобелевской премии). В 1970 году Лоуренс Кадури получил орден Британской империи, в 1974 году был посвящён в рыцари-бакалавры, в 1981 году за свою благотворительность получил титул барона, стал пожизненным пэром и первым человеком, родившимся в Гонконге, который стал членом Палаты лордов.

## Память и наследие

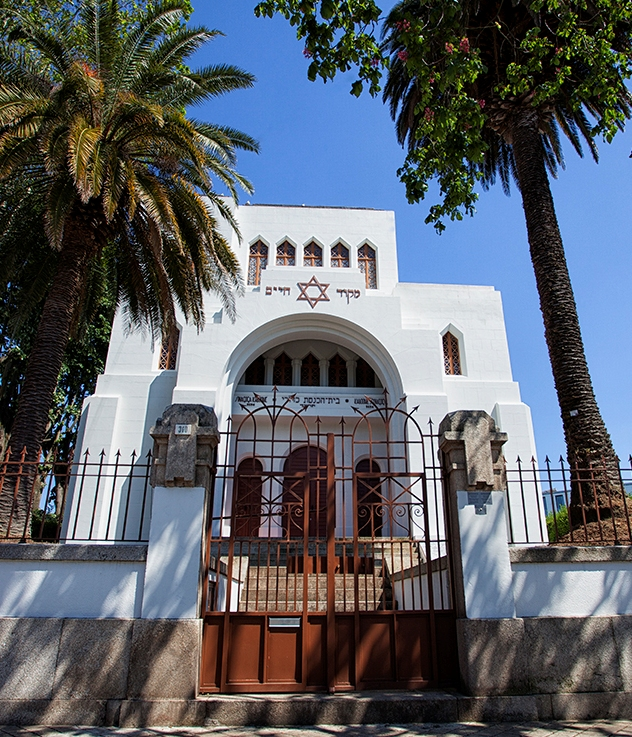
Синагога Кадури

Лора Кадури умерла в 1933 году и её сыновья пожертвовали значительную сумму на достройку синагоги в Порту, которая стала называться синагога Кадури.
Могила сэра Элли Кадури и его жены Лоры Кадури расположена в шанхайском парке имени Сун Цинлин возле Хунцяо-роуд и открыта для посетителей. Надгробная плита их могилы является лишь одной из четырёх еврейских могил в Шанхае, которые не были повреждены во время Культурной революции.
Шанхайский Marble Hall, построенный Элли Кадури, после победы коммунистов был превращён в дворец пионеров.